# Fernmeldeturm Neumünster
Der Fernmeldeturm Neumünster ist ein Fernmeldeturm der Deutschen Telekom AG in Stahlbetonbauweise in Neumünster in Schleswig-Holstein. Der als Typenturm vom Typ FMT 10 ausgeführte Turm ist mit 90 Metern Gesamthöhe das höchste Bauwerk in Neumünster.